# Ba Đồn (thị xã)
Ba Đồn là một thị xã cũ thuộc tỉnh Quảng Bình, Việt Nam.

## Địa lý

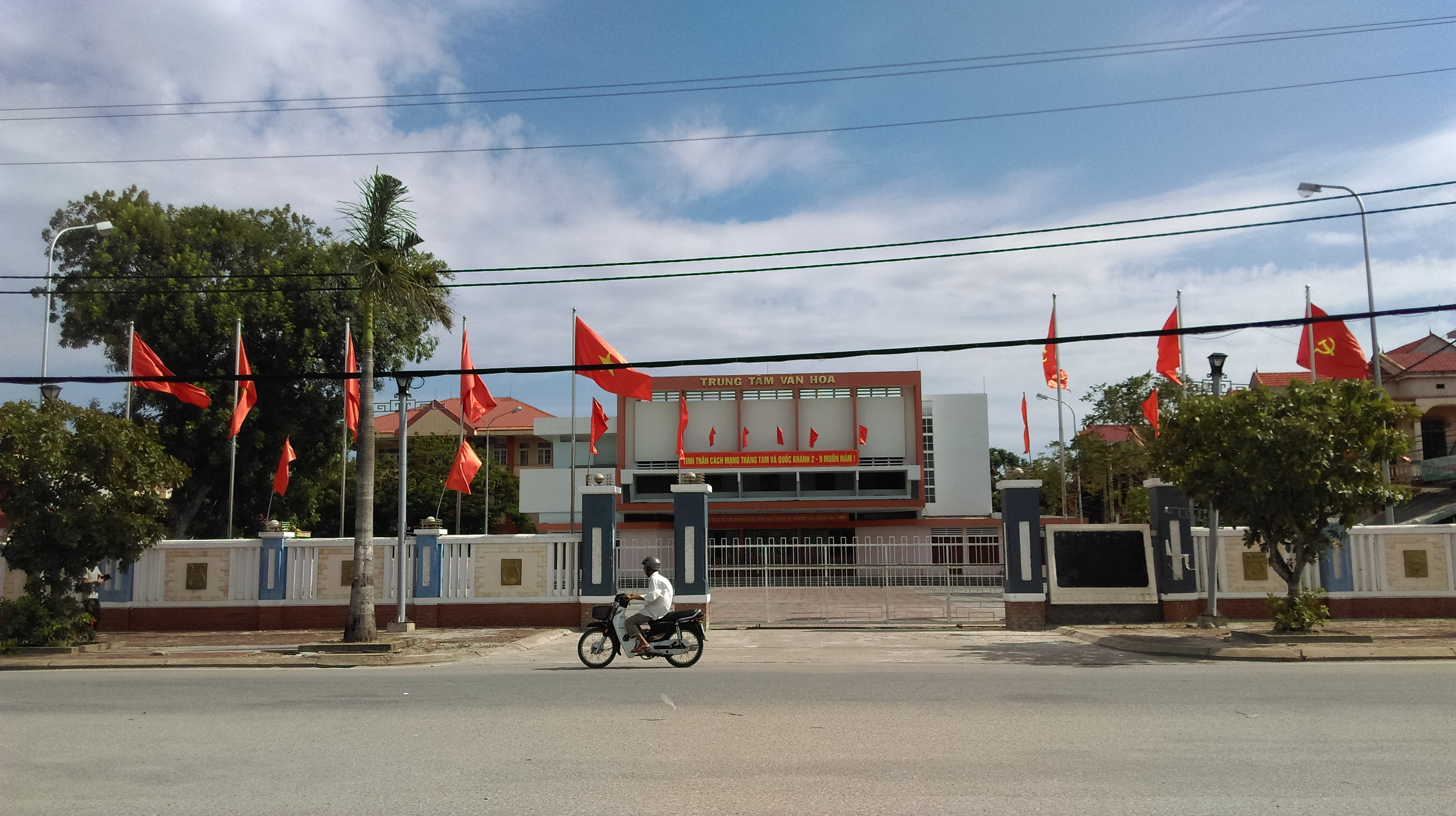
Nhà văn hóa thị xã Ba Đồn

Thị xã Ba Đồn nằm bên sông Gianh, có Quốc lộ 1, đường sắt Thống Nhất đi qua, cách thành phố Đồng Hới 40 km về phía bắc và cách Đèo Ngang 25 km về phía nam, có vị trí địa lý:
- Phía đông giáp Biển Đông
- Phía tây giáp huyện Tuyên Hóa
- Phía nam giáp huyện Bố Trạch
- Phía bắc giáp huyện Quảng Trạch.

Thị xã Ba Đồn có diện tích 162,30 km², dân số năm 2019 là 106.413 người, mật độ dân số đạt 656 người/km². Thị xã có 32,26% dân số theo đạo Thiên Chúa. Đây cũng là địa phương có dự án Đường cao tốc Vũng Áng – Bùng đi qua đang được xây dựng.

## Lịch sử
Địa danh Ba Đồn có từ thời Hậu Lê, khi Chúa Trịnh lập ba đồn lính ở phía bắc sông Gianh, gồm đồn Trung Thuần, đồn Phan Long và đồn Xuân Kiều.

### Trước năm 2013
Trước năm 2013, thị xã Ba Đồn ngày nay là một phần huyện Quảng Trạch. Huyện lỵ huyện Quảng Trạch khi đó là thị trấn Ba Đồn. Ngày 18 tháng 4 năm 2012, Bộ Xây dựng ban hành Quyết định số 367/QĐ-BXD công nhận thị trấn Ba Đồn mở rộng (gồm thị trấn Ba Đồn, 5 xã: Quảng Long, Quảng Phong, Quảng Phúc, Quảng Thọ, Quảng Thuận và thôn Xuân Kiều, xã Quảng Xuân) là đô thị loại IV.

### Từ năm 2013 đến nay
Ngày 20 tháng 12 năm 2013, Chính phủ ban hành Nghị quyết số 125/NQ-CP về việc thành lập thị xã Ba Đồn và 6 phường thuộc thị xã Ba Đồn, tỉnh Quảng Bình. Theo đó:
- Thành lập thị xã Ba Đồn trên cơ sở điều chỉnh 16.318,28 ha diện tích tự nhiên, 115.196 nhân khẩu (bao gồm toàn bộ diện tích tự nhiên và dân số của thị trấn Ba Đồn và 15 xã: Quảng Hải, Quảng Hòa, Quảng Lộc, Quảng Long, Quảng Minh, Quảng Phong, Quảng Phúc, Quảng Sơn, Quảng Tân, Quảng Thọ, Quảng Thuận, Quảng Thủy, Quảng Tiên, Quảng Trung, Quảng Văn) thuộc huyện Quảng Trạch.
- Thành lập phường Ba Đồn trên cơ sở toàn bộ 200,81 ha diện tích tự nhiên và 10.357 nhân khẩu của thị trấn Ba Đồn.
- Thành lập phường Quảng Long trên cơ sở toàn bộ 911,61 ha diện tích tự nhiên và 7.011 nhân khẩu của xã Quảng Long.
- Thành lập phường Quảng Phong trên cơ sở toàn bộ 470,04 ha diện tích tự nhiên và 6.705 nhân khẩu của xã Quảng Phong.
- Thành lập phường Quảng Thọ trên cơ sở toàn bộ 916,74 ha diện tích tự nhiên và 13.788 nhân khẩu của xã Quảng Thọ.
- Thành lập phường Quảng Thuận trên cơ sở toàn bộ 771,08 ha diện tích tự nhiên và 8.628 nhân khẩu của xã Quảng Thuận.
- Thành lập phường Quảng Phúc trên cơ sở toàn bộ 1.435,46 ha diện tích tự nhiên và 10.144 nhân khẩu của xã Quảng Phúc.

Thị xã Ba Đồn có 16.318,28 ha diện tích tự nhiên và 115.196 nhân khẩu với 16 đơn vị hành chính trực thuộc, gồm 6 phường và 10 xã như hiện nay.

## Hành chính

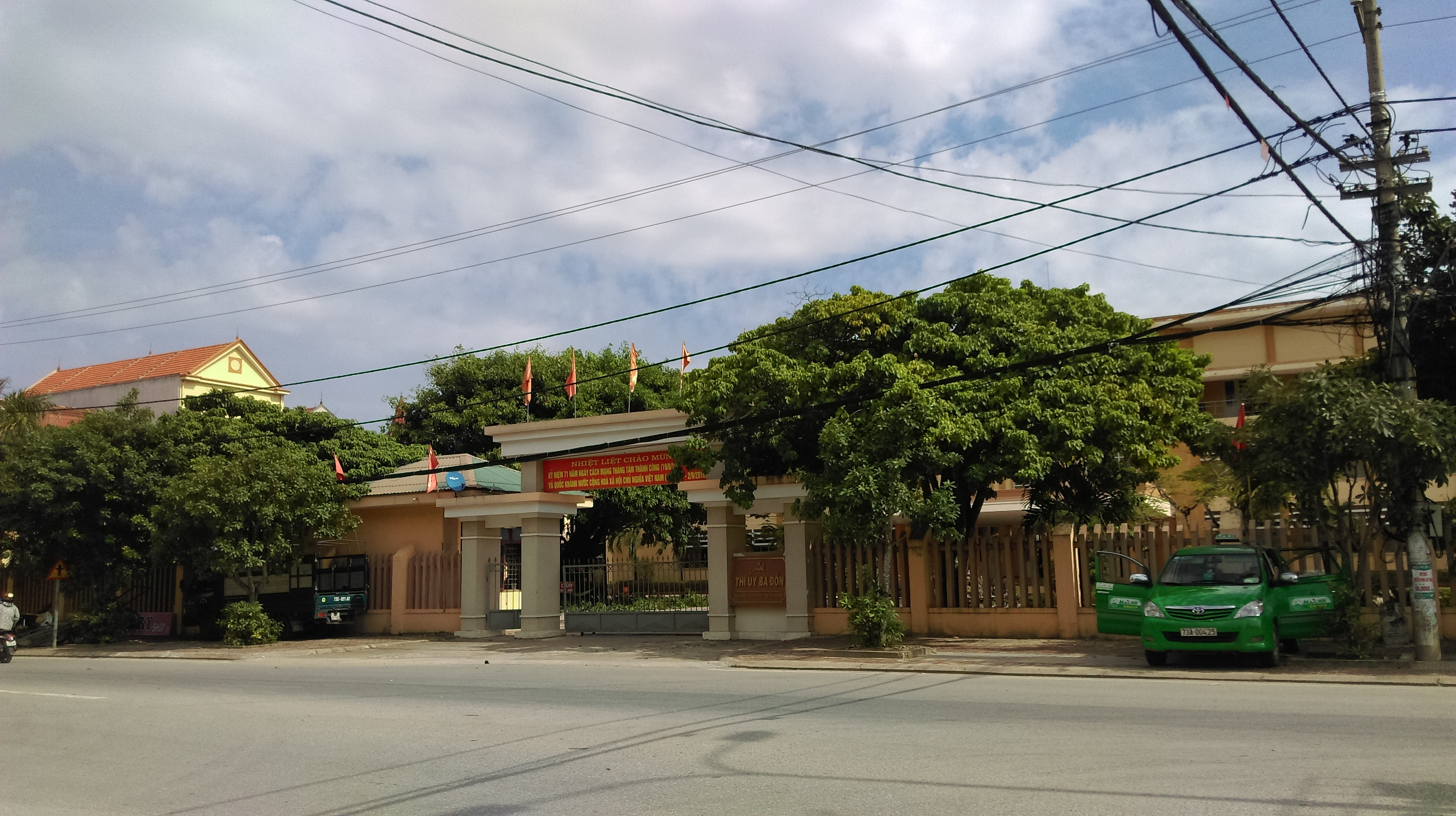
Thị ủy Ba Đồn

Thị xã Ba Đồn có 16 đơn vị hành chính cấp xã trực thuộc, bao gồm 6 phường: Ba Đồn, Quảng Long, Quảng Phong, Quảng Phúc, Quảng Thọ, Quảng Thuận và 10 xã: Quảng Hải, Quảng Hòa, Quảng Lộc, Quảng Minh, Quảng Sơn, Quảng Tân, Quảng Thủy, Quảng Tiên, Quảng Trung, Quảng Văn.

## Kinh tế-xã hội

### Kinh tế
Năm 2019, kinh tế thị xã Ba Đồn giữ mức tăng trưởng ở mức khá, tốc độ tăng giá trị sản xuất 10,65%. Chuyển dịch cơ cấu kinh tế tiếp tục phát triển theo hướng ổn định và bền vững:
- Nông - lâm - thủy sản chiếm 20,30%
- Công nghiệp - xây dựng chiếm 35,30%
- Thương mại - dịch vụ chiếm 44,40%.

Bên cạnh đó, năng suất lúa bình quân 54,48 tạ/ha; tổng sản lượng lương thực đạt 28.345 tấn, đạt 100,2% kế hoạch. Tổng diện tích nuôi trồng thủy sản 471,8 ha, đạt 99,75%; sản lượng hải sản đánh bắt và nuôi trồng 13.970 tấn, đạt 100,07% kế hoạch. Thực hiện Chương trình mục tiêu Quốc gia xây dựng nông thôn mới, toàn thị xã có đã đạt được 180 tiêu chí, bình quân 18 tiêu chí/xã, tăng 6 tiêu chí so với năm 2018. Thu ngân sách địa phương ước thực hiện gần 476 tỷ đồng, đạt 239,10% kế hoạch dự toán tỉnh giao và 190% kế hoạch thị xã giao. Công tác quản lý đầu tư xây dựng cơ bản đảm bảo thực hiện đúng mục tiêu, kế hoạch, tiến độ và quy chế đầu tư. Trong năm, thị xã Ba Đồn đã huy động và đầu tư ước đạt gần 318 tỷ đồng. Nguồn vốn chủ yếu được đầu tư thi công các công trình trọng điểm trên địa bàn như: 
- Cảng cá Quảng Phúc
- Đường Võ Nguyên Giáp từ ngã tư Quảng Thọ đi quảng trường biển
- Dự án củng cố nâng cấp kè tả sông Gianh
- Công trình thuộc ngành Giáo dục - Đào tạo,...

### Xã hội
Ngoài ra, các lĩnh vực xã hội được quan tâm nhiều hơn:
- Hệ thống trường, lớp được đầu tư, tập trung xây dựng đạt chuẩn Quốc gia
- Các chính sách an sinh xã hội, cho người có công, hoạt động đền ơn đáp nghĩa thực hiện tốt
- Đào tạo cho 4.700 lao động được giải quyết việc làm
- Đời sống người dân từng bước nâng lên.[7]

## Văn hóa
Ba Đồn nổi tiếng với nghề làm nón, vẫn được duy trì và tồn tại đến ngày nay. Dân gian có câu:
| “             | Nón Ba Đồn, Xôn xao Đức Thọ. | ” |
| — Vè dân gian |                              |   |

Chợ Ba Đồn trên địa bàn phường Ba Đồn là một trong những chợ cổ nhất của tỉnh Quảng Bình. Thị trấn Ba Đồn trước đây có chợ phiên nổi tiếng khắp vùng Bắc Trung Bộ.

## Danh nhân
- Trung tướng Đồng Sỹ Nguyên, Quê quán : Quảng Trung . Nguyên Ủy viên Bộ Chính trị, nguyên Bộ trưởng Bộ Xây dựng, nguyên Bộ trưởng Bộ Giao thông Vận tải, nguyên Phó Chủ tịch Hội đồng Bộ trưởng, người gắn bố lâu năm với con đường Trường Sơn huyền thoại.
- Trung tướng  Nguyễn Ngọc Tương (sinh 1960) Quê quán : Quảng Thủy . Là một sĩ quan cấp cao trong Quân đội nhân dân Việt Nam, hàm Trung tướng, nguyên là Phó Chính ủy Học viện Quốc phòng.
- Đồng chí Hoàng Đăng Quang (sinh ngày 15 tháng 8năm 1961 tại xã Quảng Minh, thị xã Ba Đồn, tỉnh Quảng Bình) là một chính trị gia người Việt Nam. Trong Đảng Cộng sản Việt Nam, ông hiện giữ chức Ủy viên Ban Chấp hành Trung ương Đảng Cộng sản Việt Nam khóa XIII, Phó Trưởng Ban Thường trực Ban Tổ chức Trung ương Đảng Cộng sản Việt Nam, nguyên Bí thư Tỉnh ủy Tỉnh Quảng Bình nhiệm kì 2015-2020.
- Lãnh binh Mai Lượng là võ tướng, lãnh tụ khởi nghĩa phong trào Cần Vương chống Pháp vào cuối thế kỷ 19 trong lịch sử Việt Nam ở vùng hữu ngạn sông Gianh - Quảng Bình.